# Cachim (estado)
Cachim (em birmanês: Kachin) é um estado da Birmânia (ou Mianmar), cuja capital é Myitkyina. Segundo censo de 2019, havia 1 881 362 habitantes.

## Economia
A economia de Cachim é predominantemente agrícola. Os principais produtos incluem o arroz e a cana-de-açúcar. Os produtos minerais incluem ouro e jade. Em 2011, foi anunciada a construção de uma barragem hidroelétrica para gerar 20 760 MW de energia à Birmânia e China. O projeto, porém, foi entendido como controverso devido ao deslocamento de 15 000 pessoas e a destruição ecológica. A cidade de Bhamo é um dos principais pontos de comércio na fronteira com a China.